# Ilongo
L'hiligueino (hiligaynon) o ilongo (Ilonggo) és una llengua que es parla principalment a la regions de Visayas Occidentals a les Filipines. Forma part de les llengües visayas.
Hi ha aproximadament set milions de persones dins i fora de les Filipines que tenen aquest idioma per llengua materna i quatre milions més que saben parlar-la.
La majoria dels seus parlants es concentren a les províncies d'Iloílo, Capiz, Guimaràs, Negros Occidental, Sultà Kudarat, Cotabato i Cotabato del Sud.
Hiligueino és el nom tècnic de l'idioma més usat habitualment. No obstant això, popularment es diu ilongo, per la capitalitat d'Iloílo, o també simplement visayo (bisaya), com el cebuà i el waray-waray. Diverses fonts també l'anomenen bisayo hiligueino o, rares vegades, panayano.